# Stefan Selakovic
Stefan Selakovic (Varberg, 9 gennaio 1977) è un ex calciatore svedese, di origini serbe, di ruolo centrocampista e attaccante.

## Carriera

### Club
Cresciuto nel Varbergs GIF, una delle squadre della città che gli ha dato i natali, Selakovic è passato all'Halmstad nel 1996 vincendo lo scudetto un anno più tardi. Il titolo nazionale è stato bissato dal club nel 2000, mentre nel campionato 2001 fu lo stesso Selakovic a vincere la classifica cannonieri, grazie alle 15 reti in 25 partite.
Le sue prestazioni hanno attirato le attenzioni dell'Heerenveen, così il giocatore approdò in Olanda disputando 90 partite di campionato fino al 1º gennaio 2005, quando rientrò in patria per firmare con l'IFK Göteborg. Con i "blåvitt", Selakovic ebbe una lunga parentesi che durò fino al 2012 con oltre 200 partite di Allsvenskan all'attivo. Nel frattempo vinse uno scudetto (2007) e la classifica individuale degli assist nel campionato 2009.
Terminato il periodo a Göteborg, Selakovic fu ufficializzato dall'Halmstad nel gennaio 2013, forte del ritorno del club nella massima serie. Si ritira alla fine della stagione, conclusasi con la salvezza agli spareggi contro il GIF Sundsvall.

### Nazionale
Tra il 2001 ed il 2006 ha totalizzato complessivamente 12 presenze e 4 reti con la nazionale svedese.

## Palmarès

### Club
- Campionato svedese: 3

Halmstad: 1997, 2000
IFK Göteborg: 2007

### Individuale
- Capocannoniere campionato svedese: 1

2001
- Migliore uomo assist campionato svedese: 1

2009